# Sphecapatodes kaszabi
Sphecapatodes kaszabi är en tvåvingeart som beskrevs av Boris Borisovitsch Rohdendorf och Yu. G. Verves 1980. Sphecapatodes kaszabi ingår i släktet Sphecapatodes och familjen köttflugor.
Artens utbredningsområde är Mongoliet. Inga underarter finns listade i Catalogue of Life.